# Heavy
A Heavy című album  a Heavy D & The Boyz szólóalbuma, mely 1999. június 15-én jelent meg. Az album nem ért el különösebb sikert, így a 60. helyen végzett a Billboard listán. Az albumból 500.000 darabot adtak el, így nem aratott túl nagy sikert. Az albumon közreműködtek Cee-Lo, Q-Tip, Chico DeBarge, Big Pun.

## Számlista
1. "Like Dat Dhere"- 3:37
2. "Imagine That"- 3:51
3. "You Know" feat, Cee-Lo- 3:51
4. "Listen" feat. Q-Tip- 3:26
5. "Don't Stop"- 4:03
6. "Dancin' in the Night"- 4:15
7. "Ask Heaven" feat. Chico DeBarge- 4:36
8. "On Point" feat. Big Pun & Eightball- 4:37
9. "Spanish Fly"- 3:39
10. "I Know You Love Me"- 2:16
11. "I Don't Thing So"- 3:34
12. "You Nasty Hev"- 3:25